# Mardraum - Beyond the Within
Mardraum - Beyond the Within è il quinto album in studio del gruppo musicale progressive black metal norvegese Enslaved, pubblicato nel 2000.

## Tracce
1. Større enn Tid - Tyngre enn Natt – 10:06
2. Daudningekvida – 3:30
3. Entrance-Escape – 7:42
4. Ormgard – 5:28
5. Æges Draum – 4:42
6. Mardraum – 3:39
7. Det Endelege Riket – 5:19
8. Ormgard II: Kvalt i Kysk Høgsong – 3:44
9. Krigaren eg Ikkje Kjende – 6:31
10. Stjerneheimen – 5:46
11. Frøyas Smykke – 1:54

## Formazione
- Ivar Bjørnson - chitarra, tastiere
- Grutle Kjellson - voce, basso
- Richard Kronheim – chitarra
- Per Husebø (a.k.a. Dirge Rep) – batteria